# Grosser Widderstein
Le Grosser Widderstein ou Großer Widderstein est un sommet des Alpes, à 2 533 m, dans les Alpes d'Allgäu, et en particulier le point culminant des montagnes au sud-est du Kleinwalsertal, en Autriche (Vorarlberg).